# Erada (Portugal)
Erada est une freguesia portugaise de la commune de Covilhã, dans le district de Castelo Branco.

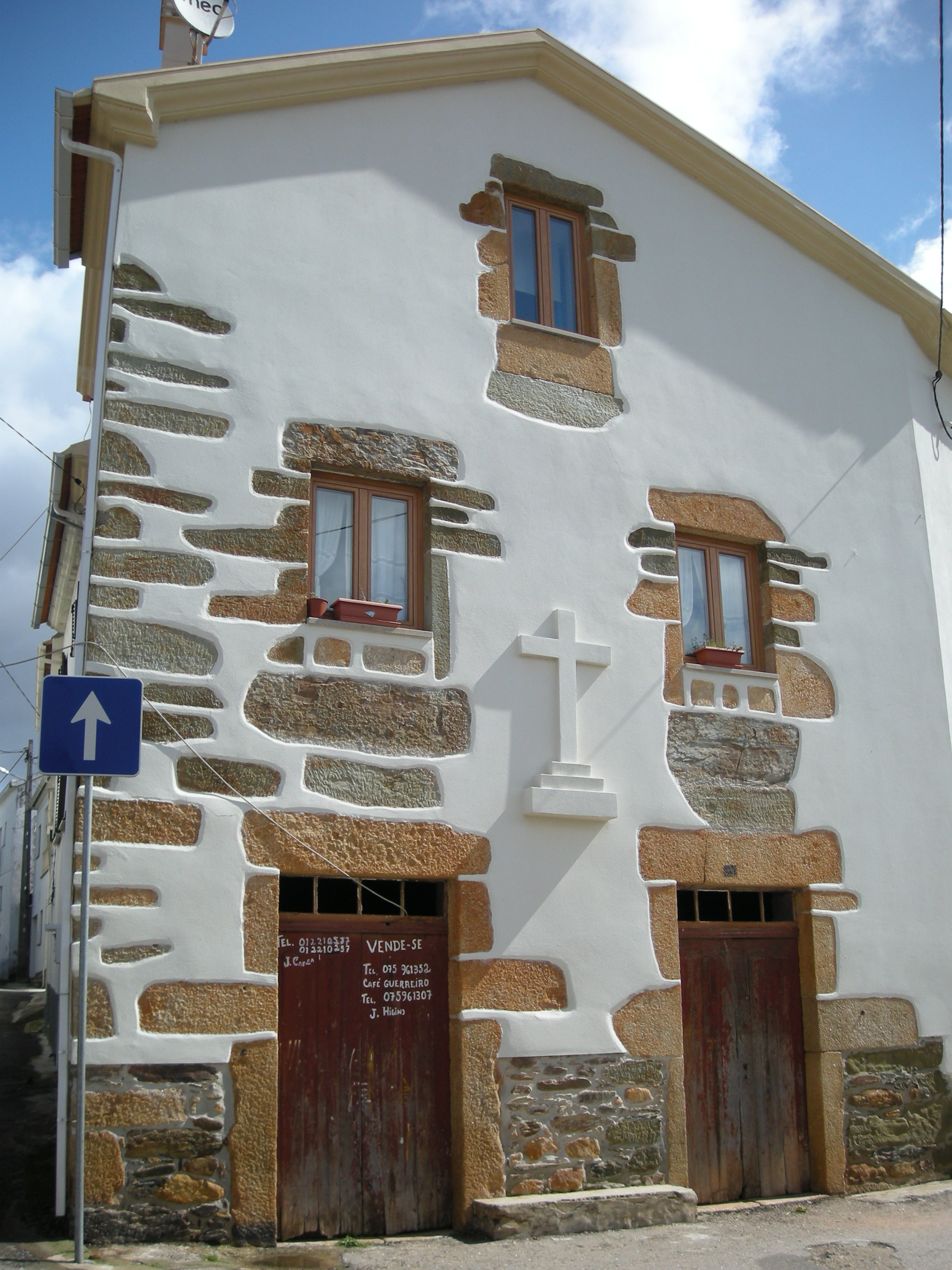
Bâtiment traditionnel d'Erada

C'est un petit village adossé à la plus haute montagne du Portugal, la serra da Estrela, véritable toit du Portugal : contrefort granitique qui culmine à Torre (le point culminant du pays : 1 991 m).
Sa population est 845 habitants (non officiel). Sa latitude est de 40.1687 et sa longitude de -7.6156. Son district est Castelo Branco, La Région de Erada est São Roque do Pico et son arrondissement s'appelle Cortiços.
Erada possède une superbe piscine et un terrain de tennis. La route est bordée de mimosas, de bougainvillées et autres belles fleurs qui embellissent notamment les balcons. C'est une région où l'on trouve beaucoup d'oliviers, de vignes, de figuiers, de pêchers, de châtaigniers, d'orangers, de citronniers, etc ... On y profite aussi d'une bonne cuisine régionale, dont la spécialité est le chevreau farci.
Les gens sont d'un naturel gentil et accueillant, beaucoup parlent le français[réf. nécessaire]. C'est un village très actif et très joyeux, ils ont un groupe de grands tambours (Os Zambumbas), un groupe folklorique (O Rancho Folclorico da Erada), une fanfare (A Filarmonica), etc ... La grande fête du village est célébrée le premier week-end de septembre en l'honneur de Notre-Dame des Miracles. Ce jour-là, Erada est noir de monde, ces réjouissances sont très connues dans les environs. Le samedi soir, il y a une procession aux flambeaux et un cortège le dimanche.
Sources : http://code-postal.fr.mapawi.com/portugal/6/corticos/3/14743/erada/6215-201/37205/ et http://erada.e-monsite.com/